# La Rivière, Isère
La Rivière är en kommun i departementet Isère i regionen Auvergne-Rhône-Alpes i sydöstra Frankrike. Kommunen ligger i kantonen Tullins som tillhör arrondissementet Grenoble. År 2022 hade La Rivière 725 invånare.

## Befolkningsutveckling
Antalet invånare i kommunen La Rivière
Referens:INSEE